# Viktoriya Taratynova
Viktoriya Taratynova –en ruso, Виктория Таратынова– (29 de diciembre de 1989) es una deportista rusa que compitió en taekwondo. Ganó una medalla de oro en el Campeonato Europeo de Taekwondo de 2005, en la categoría de –47 kg.

## Palmarés internacional
| Campeonato Europeo | Campeonato Europeo | Campeonato Europeo | Campeonato Europeo |
| Año                | Lugar              | Medalla            | Categoría          |
| ------------------ | ------------------ | ------------------ | ------------------ |
| 2005               | Riga (Letonia)     | Medalla de oro     | –47 kg             |